# 諸県弁
諸県弁（もろかたべん）は、九州南部で使用される日本語の方言の一つ。薩隅方言（鹿児島弁）に分類される。このうち宮崎県西諸地域で話されるものは西諸弁と呼ばれる事もある。

## 使用する地域
- 宮崎県

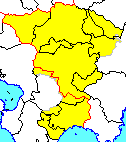
旧諸県郡の領域、うち東縁部である東諸県郡を除いた地域で用いられている

  - 都城市、小林市、えびの市、北諸県郡、西諸県郡
- 鹿児島県
  - 曽於市の一部、志布志市の一部

旧日向国のうち薩摩藩であった地域（諸県郡）とほぼ一致するが、小林市のうち、須木地区では宮崎弁（豊日方言）の影響を受けている。東諸県郡は宮崎弁化が進んでいる。

## 語彙
以下の表現は他地域の薩隅方言とは異なるとされる。
- 形容詞を強調する場合「ぬきもぬき」（温かい）、「さみもさみ」（寒い）のように繰り返す。
- 宮崎弁を代表する言葉の一つである「よだき」が使用される。
- 「よか」（良い）を除き、形容詞の終止形・連体形の活用語尾が「か」となることが少ない。

### 語例
- 「どげんか〜」

「どうにか〜」と言う意味。
都城市出身の東国原英夫元宮崎県知事が選挙演説等で「どげんかせんないかん」と発言し、2007年の流行語大賞を受賞した。ただし流行語大賞では「どげんかせんといかん」と誤った形での受賞となっている。なお、宮崎県の大半の地域で話されている宮崎弁では「どんげかせんといかん」となる。
- 「くいまらん」（「ん」は打消しの助動詞「ぬ」の変化。「くいまらじ」等と活用）

「あることをしなければならないのは分かっているが、それに優先することが多かったり、その気になれなかったりで、手をつけずにいる」の意。「繰り参らず（「繰り」は「やりくりする」の意）」が訛ったものとされる。諸県弁のうち、多用されるが共通語に訳しづらい語彙の代表。

## アクセント
アクセントは他地域の薩隅方言（二型アクセント）とは異なり、えびの市を除くほとんどの地域で一型アクセントまたは無アクセントとなっている。尾高一型アクセントがこの地域の特徴であり、全ての語の最後を高く発音するというものである。無アクセントは宮崎弁と共通する。
- 無アクセント - 都城市の東部、小林市の東部、北諸県郡、西諸県郡
- 尾高一型アクセント - 都城市の西部、小林市の西部、曽於市の一部、志布志市の一部
- 二型アクセント - えびの市